# Atsuhiko Ejiri
Atsuhiko Ejiri (jap. 江尻 篤彦 Ejiri Atsuhiko; ur. 12 lipca 1967) – japoński piłkarz występujący na pozycji pomocnika.

## Kariera piłkarska
Od 1990 do 1998 roku występował w klubie JEF United Ichihara.

## Kariera trenerska
Po zakończeniu kariery piłkarskiej pracował jako trener w JEF United Chiba.